# Katherine Copeland
Katherine Sarah „Kat“ Copeland, MBE (* 1. Dezember 1990 in Ashington, Northumberland) ist eine britische Ruderin und Olympiasiegerin 2012 im Leichtgewichts-Doppelzweier.

## Sportliche Karriere
Copeland belegte 2009 den vierten Platz im Leichtgewichts-Einer bei den U23-Weltmeisterschaften; 2010 belegte sie zusammen mit Charlotte Burgess den sechsten Platz im Leichtgewichts-Doppelzweier. 2011 gewann sie im Leichtgewichts-Einer die U23-Weltmeisterschaften und belegte in der Erwachsenenklasse den fünften Platz bei den Ruder-Weltmeisterschaften 2011. 2012 erreichte sie zusammen mit Sophie Hosking den zweiten Platz beim Weltcup in Belgrad und wurde in den anderen beiden Weltcuprennen Fünfte und Vierte. Im olympischen Finale vor heimischem Publikum siegten die beiden vor den Booten aus China und Griechenland. Nach einer Unterbrechung 2013 setzte Copeland ihre Karriere 2014 fort. Zusammen mit Imogen Walsh belegte sie den dritten Platz im Leichtgewichts-Doppelzweier bei den Europameisterschaften 2014, bei den Weltmeisterschaften belegten Walsh und Copeland als Siegerinnen des B-Finales den siebten Platz. Bei den Europameisterschaften 2015 siegte Copeland zusammen mit Charlotte Taylor. Auch bei den Weltmeisterschaften 2015 erwiesen sich die beiden Britinnen als stärkste europäische Crew, sie gewannen die Silbermedaille hinter den Neuseeländerinnen Sophie MacKenzie und Julia Edward. Bei den Olympischen Spielen 2016 waren Copeland und Taylor weit von ihrer Vorjahresform entfernt, die beiden belegten den 14. Platz. Bei den Europameisterschaften 2017 startete sie zusammen mit Emily Craig und gewann die Bronzemedaille.
Zum Jahresende 2012 wurde Katherine Copeland zum Mitglied des Order of the British Empire ernannt.
Copeland gab im Januar 2019 ihren Rücktritt vom Wettkampfrudern bekannt.